# Kościół św. Wawrzyńca w Wonieściu
Kościół świętego Wawrzyńca w Wonieściu – rzymskokatolicki kościół parafialny należący do parafii pod tym samym wezwaniem (dekanat śmigielski archidiecezji poznańskiej).

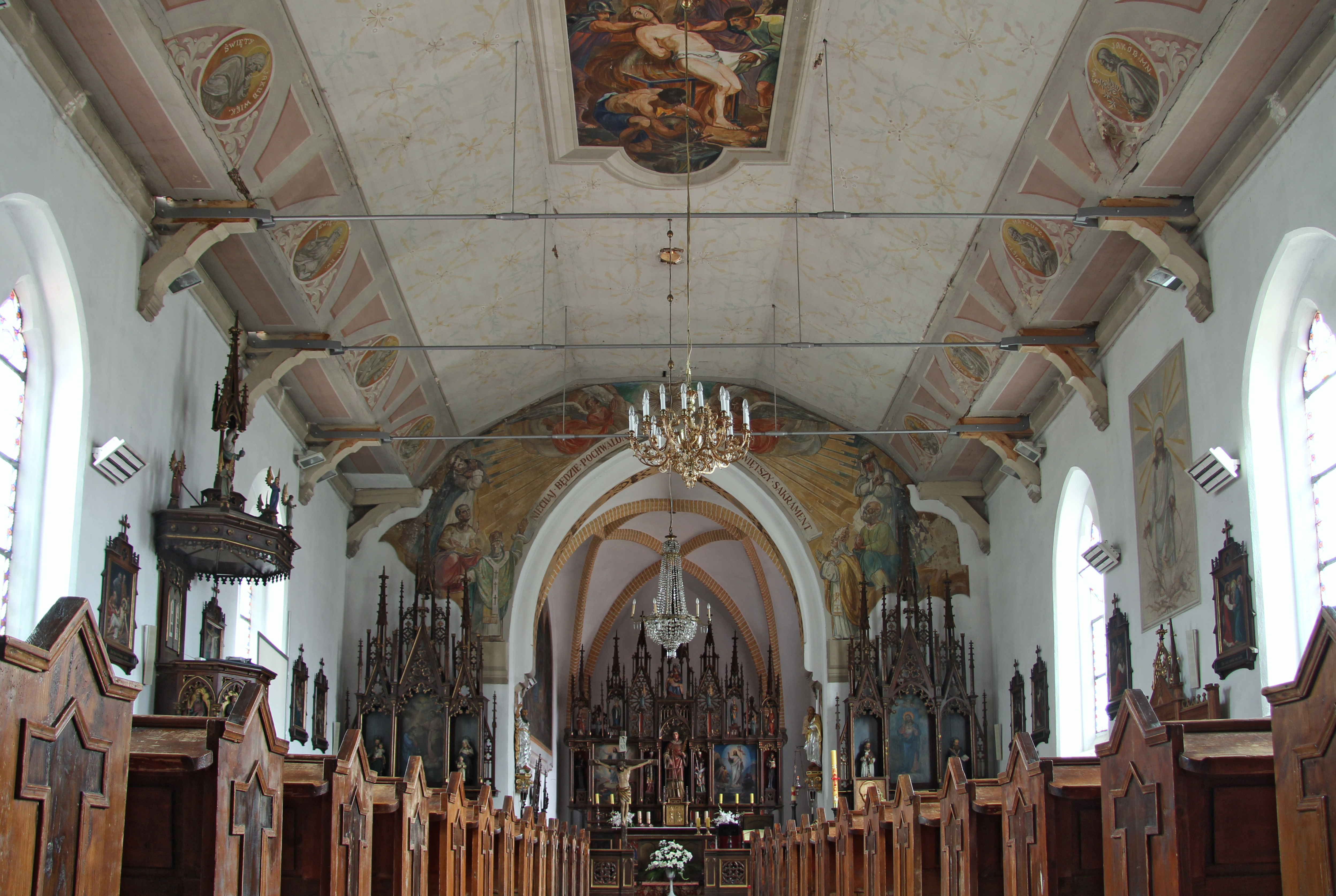
Wnętrze świątyni

Murowana świątynia powstała w XV wieku w stylu późnogotyckim. W późniejszym okresie kościół był wielokrotnie przebudowywany. Miało to miejsce w XVII i XVIII wieku oraz w latach 1887–1890. W tym czasie została dobudowana m.in. czterokondygnacyjna wieża. Po zakończeniu tych prac świątynia nabrała cech neogotyckich, wykorzystano w niej pozostałości poprzedniej świątyni gotyckiej. Efektem tej przebudowy było powiększenie i podwyższenie kościoła. Świątynia to budowla orientowana, murowana, otynkowana, nakryta dwuspadowym dachem z małą wieżyczką na sygnaturkę. Dawna nawa obecnie jest prezbiterium kościoła, z kolei zakrystia znajduje się na miejscu dawnego prezbiterium. Prezbiterium nakrywa sklepienie krzyżowe, zakrystię – sklepienie żaglaste, a dobudowaną od strony zachodniej nawę – sklepienie kolebkowe. Polichromia umieszczona w świątyni powstała częściowo w latach 1887–1890, natomiast w łuku tęczowym powstała w 1950 roku i jej autorem był Wiktor Gosieniecki, a przedstawia scenkę figuralną adoracji Najświętszego Sakramentu przez aniołów. Budowla posiada 3 neogotyckie ołtarze. W centrum głównego ołtarza jest umieszczona rzeźba przedstawiająca patrona świątyni czyli św. Wawrzyńca z atrybutami swego męczeństwa czyli palmą i kratami. Z lewej strony jest umieszczony obraz Chrystusa wstępującego do nieba, natomiast z prawej Chrystusa Zmartwychwstałego. W górnej części znajdują się rzeźby świętych, a pomiędzy nimi usytuowana jest Pietà. Na antepedium ołtarza jest umieszczona płaskorzeźba ze sceną Ostatniej Wieczerzy. Lewy ołtarz dedykowany jest Zwiastowaniu, natomiast prawy Sercu Jezusowemu. Do wyposażenia kościoła należą m.in. barokowa i polichromowana chrzcielnica z połowy XVIII wieku w kształcie klęczącego anioła, który trzyma misę chrzcielną. Ambona wokół której znajdują się figury Ewangelistów nakryta jest drewnianym baldachimem z wizerunkiem Chrystusa, któremu towarzyszą aniołowie. W prezbiterium z lewej strony ołtarza na ścianie umieszczone są sceny Bożego Narodzenia. Usytuowane po obu stronach ołtarza ławy kolatorskie ozdabiają herby rodzin szlacheckich, m.in. Łodzia i Bończa. Witraże powstały pod koniec XIX wieku we Wrocławiu. Organy zostały wykonane w 1916 roku przez Józefa Stanisławskiego z Poznania.